# Ted Gehring
Theodore "Ted" Edwin Gehring Jr., född 6 april 1929 i Bisbee i Arizona, död 28 september 2000 i Steelville i Missouri, var en amerikansk skådespelare. Gehring har bland annat medverkat i M*A*S*H, Lilla huset på prärien, Battlestar Galactica, Dallas och Det bästa lilla horhuset i Texas. 

## Filmografi i urval
- 1965–1966 – Jagad (TV-serie)
- 1966–1973 – Krutrök (TV-serie)
- 1967 – Desertörerna
- 1967–1974 – Brottsplats: San Francisco (TV-serie)
- 1968 – Star Trek (TV-serie)
- 1968 – Äventyraren Thomas Crown
- 1968–1971 – High Chaparral (TV-serie)
- 1968–1972 – Bröderna Cartwright (TV-serie)
- 1970 – Man kallar mig MR. Tibbs!
- 1971 – Tappa inte sugen fast du är luden
- 1971 – Två red ut
- 1971 – Cannon (TV-serie)
- 1971 – På farligt uppdrag (TV-serie)
- 1972 – Damm, svett och kulor
- 1972 – Alias Smith and Jones (TV-serie)
- 1973 – Oklahomas svarta guld
- 1973–1978 – M*A*S*H (TV-serie)
- 1974 – Columbo (TV-serie)
- 1974 – Katastroflarm
- 1975 – Who Is the Black Dahlia? (TV-film)
- 1975 – Kör hårt, Marlowe
- 1975 – Hindenburg
- 1975 – Swiss Family Robinson (TV-serie)
- 1975–1976 – Lilla huset på prärien (TV-serie)
- 1976 – Makten och härligheten (TV-serie)
- 1976 – Woody Guthrie - lyckans land
- 1976 – Nä, nu blommar det
- 1978 – Fångade i djupet
- 1978 – Battlestar Galactica (TV-serie)
- 1979 – Roots: The Next Generations (Miniserie)
- 1979 – Gänget drar vidare
- 1979 – Gänget och jag (TV-serie)
- 1980 – Familjen Walton (TV-serie)
- 1980–1981 – Dallas (TV-serie)
- 1982 – Det bästa lilla horhuset i Texas
- 1983 – Magnum, P.I. (TV-serie)
- 1983 – Fantasy Island  (TV-serie)
- 1984 – Highway to Heaven (TV-serie)
- 1984 – Hunter (TV-serie)
- 1984–1986 – Spanarna på Hill Street (TV-serie)
- 1986 – Matlock (TV-serie)